# Polypedilum abyssiniae
Polypedilum abyssiniae är en tvåvingeart som beskrevs av Jean-Jacques Kieffer 1918. Polypedilum abyssiniae ingår i släktet Polypedilum och familjen fjädermyggor. Inga underarter finns listade i Catalogue of Life.